# Journal créatif
Le journal créatif est un outil de développement personnel dont on trouve la première appellation en anglais dans le livre de l'Américaine Lucia Capacchione (1979), The Creative Journal.
L'outil a été plus tard repris et développé par l'auteure et art-thérapeute québécoise Anne-Marie Jobin, qui utilise aussi le terme Nouveau journal créatif pour décrire sa méthode qui est constituée d’une combinaison particulière de techniques inspirée de multiples théories et mouvements. Pour elle, à la base, le journal créatif une approche visant l'introspection, la santé, la créativité et le développement de projets personnels et professionnels par le biais d'une combinaison d'écriture, de dessin et de collage. ainsi que de multiples techniques créatives. C'est une variante dynamique du journal intime où les techniques variées et les jeux d'exploration ont une place importante. L'auteure fonde son approche sur le fait que l'utilisation du dessin, du collage et de l'écriture créative spontanée en alternance peut apporter un éclairage révélateur sur les sujets abordés dans le journal intime.
L'auteure Anne-Marie Jobin est diplômée en travail social (UQAM) et en art-thérapie (Vancouver Art Therapy Institute). Elle a travaillé comme travailleuse sociale dans le monde communautaire canadien (au Québec et en Colombie-Britannique) pendant une dizaine d'années. Adepte du journal intime depuis son adolescence, elle explore les façons d'y combiner plusieurs outils de l'art-thérapie avec d'autres techniques créatives pour développer sa méthode de journal créatif. Elle anime des ateliers de journal créatif depuis 1998 et elle a fondé, en 2004, l'École le jet d'Ancre, afin de former des professionnels à l'utilisation du journal créatif. Elle est membre des associations canadienne et québécoise d'art-thérapie. Depuis 2002, elle a publié plusieurs livres sur le journal créatif.

## Définition
Anne-Marie Jobin définit le journal créatif comme cela : « Le journal créatif est un journal intime non conventionnel, un outil d'exploration de soi qui allie les mondes de l'écriture, du dessin et du collage de façon originale et créative. Cette méthode s'appuie sur des notions de psychologie, d'art-thérapie et de créativité ; elle s'inspire aussi de multiples techniques d'écriture créative. Le journal créatif a pour objectif non pas le développement de capacités littéraires ou artistiques, mais le développement général de la personne ».

## Les objectifs du journal créatif
Plus que le processus de base du journal intime, le journal créatif se veut un outil dynamique de connaissance de soi. Ses objectifs sont, selon Anne-Marie Jobin : exprimer et clarifier ses émotions et ses pensées, mieux se connaître, résoudre des problèmes ou des conflits, faire de meilleurs choix et entamer des changements, améliorer ses relations avec soi-même et les autres, donner du sens à sa vie, sentir ses passions ou stimuler sa créativité générale et surmonter les blocages qui y sont liés.

## Influences et historique
Dans son livre Le nouveau journal créatif, elle fait un survol historique du journal intime à travers les âges. Elle souligne plus particulièrement l'apport récent de différents auteurs à la méthode du journal créatif.
Anne-Marie Jobin aborde entre autres le travail du psychothérapeute américain Ira Progoff (en) et son outil, le journal intime intensif. Elle souligne ensuite que sa méthode a comme assise la plus directe le travail de l'art-thérapeute américaine Lucia Capacchione, dont le premier livre, The Creative Journal: The Art of Finding Yourself, a été publié en 1979. Dans cet ouvrage, Lucia Capacchione propose d'enrichir l'écriture d'un journal intime par du dessin, des gribouillis, du travail avec la main non dominante, etc. De cette assise, Anne-Marie Jobin a ajouté une myriade de techniques issues d’une base théorique plus large, notamment différentes approches en psychologie et en art-thérapie mais aussi en créativité et en écriture créative. Le journal d’artiste, le dessin en mode-droit, la pleine conscience et certaines notions de neurosciences y ont également leur place. Elle a aussi développé une formule bien articulée pour transmettre sa méthode et créer des ateliers et accompagnements bien structurés.   
Parmi les auteurs qui ont eu une influence importante sur son travail à ses débuts, on trouve notamment Julia Cameron (en) et son livre Libérez votre créativité : osez dire oui à la vie. Dans cet ouvrage, l'auteure propose particulièrement l'outil de l'écriture tout à fait libre et non réfléchie chaque matin comme façon de renouer avec sa créativité. On trouve aussi Natalie Goldberg et son livre Writing Down the Bones qui met en avant le pouvoir de la pratique régulière de l'écriture.
Anne-Marie Jobin mentionne aussi la psychothérapeute Kathleen Adams qui parle de « journal therapy (en) ». Dans une pratique du journal intime qu'elle définit comme étant inspirée de l'approche humaniste, cette dernière a aussi souligné combien l'écriture d'un journal peut aider à se connaître et à mieux vivre. Elle présente aussi de nombreuses techniques de journal comme les dialogues, le travail avec les sous-personnalités, l'idée d'utiliser des débuts de phrases donnés pour débuter l'écriture (tremplins, ou « springboards »), etc..
Anne-Marie Jobin cite aussi comme sources Clarissa Pinkola Estés pour la créativité et les contes, ainsi que Jill Mellick et Johanne Hamel pour le travail avec les rêves. Dans le monde francophone, Anne-Marie Jobin reconnaît l'apport de Julie Poirier, qui est du domaine de la création littéraire, et de ses jeux d'écriture, comme un apport à la tenue d'un journal créatif.

## Une pratique thérapeutique
Anne-Marie Jobin est formée comme art-thérapeute et elle développe aussi de multiples techniques qui sont inspirées de l'art-thérapie, liées à diverses approches en psychologie, entre autres la psychologie des profondeurs, la gestalt, le dialogue intérieur, le focusing (focalisation) et la psychosynthèse. Elle s'inspire aussi de nombreux artistes et ajoute différents types de collages et les techniques mixtes à son travail. Aux États-Unis, un mouvement prônant la thérapie par le journal intime (« Journal Therapy », en anglais) existe d'ailleurs autour de l'auteure Kathleen Adams et du Therapeutic Writing Institute avec lequel a collaboré quelques fois Anne-Marie Jobin.
Elle propose aussi, comme dans le processus de la thérapie par les arts, une entrée en relation avec la création artistique du journal. Elle souligne entre autres l'apport des art-thérapeutes Barbara Ganim et Susan Fox, par leur livre Visual Journaling, dont la lecture et la mise en pratique ont eu une influence sur certaines bases de la méthode du journal créatif. Ces auteures expliquent que l'art donne Accès à l'inconscient, aide à Relâcher l'énergie contenue et permet une Transformation de la psyché (créant ainsi l'acronyme ART). Anne-Marie Jobin a ajouté un quatrième élément à cette liste, celui de la distance créée par la création, entre la personne et ce qu'elle exprime, ce qui aide à la transformation. Finalement, l'art-thérapeute américain Shaun McNiff a aussi eu une influence sur son travail. Dans Art as Medicine, il propose une écoute profonde et respectueuse de l'oeuvre, comme si l'oeuvre était habitée d'une présence qui dépasse la personne. Il met aussi en garde contre l'abus des images en psychologie.
L'écriture au sujet du vécu intime et émotif est aussi une façon de stimuler la santé physique. Anne-Marie Jobin met aussi en évidence les recherches du Dr James Pennebaker qui en 1989 a publié une recherche démontrant une corrélation entre l'écriture régulière, et en particulier sur les émotions difficiles vécues par une personne, et l'amélioration du fonctionnement du système immunitaire chez cette même personne (Jobin, op. cit. p. 15). En 1999, un article du Journal of the American Medical Association met en évidence que les patients qui écrivent au sujet de leurs épisodes d'asthme ou d'arthrite rhumatoïde pendant quatre mois connaissent une amélioration notoire de leur état de santé,.

## Le processus du journal créatif
Le journal créatif est à la base un processus personnel et non un processus thérapeutique, bien qu'il puisse y avoir des effets apaisants, voire thérapeutiques. Bien qu'Anne-Marie Jobin utilise des outils propres à l'art-thérapie, elle souligne que le cadre de travail est différent puisque le journal créatif s'utilise hors cadre thérapeutique et que chacun peut l'utiliser à des degrés différents d'intensité et de profondeur. Selon elle, l'effet de la pratique du journal créatif est bénéfique pour quatre raisons : le relâchement de l'énergie contenue en soi, la distanciation, l'effet miroir et un contact plus intime avec l'inconscient, qu'elle nomme « le plus vaste », afin d'élargir sa définition. Cet effet positif est en particulier fondé sur la démarche dont, dit-elle, les trois éléments de base sont la spontanéité, le non-jugement et la valorisation du processus plutôt que du produit. Ses exercices utilisent souvent ce qu'elle appelle les trois langages (écriture, dessin et collage). En passant alternativement de l'un à l'autre et en faisant par exemple interagir un dessin spontané, de l'écriture et le collage d'éléments visuels sur une page de journal, une personne peut voir émerger du sens qui l'éclairera sur ses émotions, sa vie, les choix qui s'offrent à elle, etc.. Le journal créatif est aussi caractérisé par l'approche spontanée, l'aspect ludique, le mode intuitif, l'utilisation des arts et la créativité.
À travers plus d'une soixantaine de techniques, l'auteure cherche à stimuler la créativité et à outiller le lecteur pour qu'il travaille avec ses états intérieurs, voie plus clair en lui et/ou prenne de meilleures décisions. En particulier, elle lui suggère diverses séquences afin qu'il fasse interagir de l'écriture spontanée, du dessin, du collage, etc., le tout afin de générer du sens et des pistes d'action concrètes. Elle décrit un processus en six étapes dans son ouvrage de base, le nouveau journal créatif. Dégager un espace réceptif, ressentir une sensation corporelle ou une émotion, laisser émerger ce ressenti, gribouiller, dessiner, écrire en fonction de ce ressenti, entrer en relation avec la création (dialogues, associations d'idées, etc.) et en tirer des messages.
Voici quelques techniques présentées dans le nouveau journal créatif : écriture, dessin ou collage spontanés, écriture non-linéaire, écriture illisible, la porte à travers un écrit ou un dessin, pour découvrir ce qui se cache en-dessous, le zoom sur une partie d'un dessin, le dialogue avec une partie d'un dessin, les personnages et les sous-personnalités, l'art positif.
Une séquence classique de travail suggérée par l'auteure pourrait être de faire une page de dessin spontané en partant d'un ressenti émotif ou corporel. Ce dessin spontané sera suivi d'une période d'écriture sur ce que la personne remarque dans sa création. La personne passera donc d'une création intuitive à l'écriture plus rationnelle sur ce qu'évoque le dessin, ce qui permet ensuite de mettre des mots sur ce qui est ressenti. Anne-Marie Jobin souligne enfin qu'une fois enrichie de jeux créatifs, l'écriture permet aussi de dépasser le mode rationnel pour accéder au mode intuitif. L'art et l'écriture se complètent donc en s'enrichissant l'un et l'autre.
L'auteure fait aussi le lien avec théorie des hémisphères du cerveau et elle propose des activités inspirées de Betty Edwards, l'auteure de Dessiner grâce au cerveau droit. Anne-Marie Jobin insiste sur l'utilité de ne pas dessiner de manière rationnelle pour être plus créatif.

## Recherche universitaire et journal créatif
Le journal créatif, selon Johanne Hamel, enseignante universitaire, auteure et pionnière du domaine de l'art-thérapie au Québec, lui a fourni de nombreux outils dans la création du journal de création qui était au cœur de sa recherche doctorale, fondée sur une démarche heuristique en art-thérapie.
Dans sa thèse de doctorat en psychologie, Julie Lacroix a souligné que la pratique régulière du journal créatif sur une période d'un an par diverses participantes à une formation semble avoir eu un impact positif sur leur estime de soi. « C'est ainsi que selon les participantes, le Journal créatif favorise une meilleure connaissance de soi, une plus grande acceptation de soi, le développement d'amour et de bienveillance envers soi ainsi qu'un accroissement de la confiance en soi, de l'affirmation et de l'expression de soi et enfin de la capacité à passer à l'action ».